# Sync (アルバム)
『Sync』（シンク）は、2012年12月19日に日本コロムビアから発売された、木村カエラメジャー7枚目のオリジナル・アルバム。

## 解説
前作『8EIGHT8』以来、約1年2か月ぶりとなるオリジナル・フルアルバム。固定メンバーで制作した前作『8EIGHT8』とは打って変わって、今作では豪華なプロデュース陣が集結、多彩なメンバーによって作り上げられた。
前作では全曲をASPARAGUSの渡邊忍がプロデュースしていたが、今回は楽曲毎にプロデューサーが異なる。
渡邊をはじめ、クラムボンのミトやNATSUMENのAxSxEといった木村カエラの作品では顔なじみのメンバーに加え、COMEBACK MY DAUGHTERSの高本和英、蔦谷好位置、そして初コラボとなるJim O'rourke（ジム・オルーク）、ホテルニュートーキョーの今谷忠弘、メジャー・デビューしたばかりの新鋭Jhameel（ジャミール）も参加。
収録曲も、ロックにポップス、デジタルビートにアコースティックという多彩なジャンルのサウンドになっている。
音作りの上では、まず第一にリズムを意識するというテーマがあった。誰にでも共通していることは何かと言えば心臓が動いていることだと考え、それをリズムとして作っていくことによって、何かしらの共通点が生まれるのではないかと思ったからだと言う。また、1ノート1ワード（1つの音符に1つの単語をのせるやり方）ではなく、1ノート1サウンド（1つの音符を1つの発音で表わすやり方）に拘った。
歌詞では、前作『8EIGHT8』のツアーを武道館で行ったときに，伝えたいと思った事を伝えられ無かったことがあり、今回はそれを活かして歌詞に悔いがないよう、歌詞で共感できるように作ったと述べている。
今作のアートディレクションを担当したのは吉田ユニで、ジャケットは髪の毛と唇が赤・青・黄の3色で色分けされた木村カエラがシンクロしたデザインになっている。

## 収録曲
| #   | タイトル                                                      | 作詞                   | 作曲                   | 編曲                                                                    | 時間 |
| --- | ------------------------------------------------------------- | ---------------------- | ---------------------- | ----------------------------------------------------------------------- | ---- |
| 1.  | 「マミレル」                                                  | 木村カエラ             | AxSxE                  |                                                                         | 3:31 |
| 2.  | 「HERO」                                                      | 木村カエラ             | 高本和英               | 高本和英                                                                | 3:21 |
| 3.  | 「Sun shower」                                                | 木村カエラ             | ミト                   |                                                                         | 4:17 |
| 4.  | 「coffee」                                                    | 木村カエラ             | 大川カズト             | 飛内将大                                                                | 4:43 |
| 5.  | 「Hello Goodbye」(ビートルズの楽曲のカバー)                   | レノン＝マッカートニー | レノン＝マッカートニー |                                                                         | 3:26 |
| 6.  | 「sorry」                                                     | 木村カエラ             | ジャミール             |                                                                         | 3:06 |
| 7.  | 「MY WAY」                                                    | 木村カエラ             | 今谷忠弘               |                                                                         | 3:46 |
| 8.  | 「Synchronicity」                                             | 木村カエラ             | AxSxE                  |                                                                         | 4:02 |
| 9.  | 「so i」                                                      | 木村カエラ             | ミト                   |                                                                         | 5:05 |
| 10. | 「Merry Go Round」                                            | 木村カエラ             | 蔦谷好位置             | 蔦谷好位置                                                              | 3:51 |
| 11. | 「Cherry Blossom」                                            | 木村カエラ             | 田中秀典               | AxSxE（編曲）、加藤雄一郎（ホーンアレンジ）、柿沢健司（ホーンアレンジ） | 4:04 |
| 12. | 「WONDER Volt」(映画『フランケンウィニー』日本版テーマソング) | 木村カエラ             | 渡邊忍                 |                                                                         | 4:16 |

| #  | タイトル                             | 作詞 | 作曲・編曲 | 監督            |
| -- | ------------------------------------ | ---- | ---------- | --------------- |
| 1. | 「マミレル」(ミュージック・ビデオ)   |      |            | 夏目現+高橋健人 |
| 2. | 「Sun shower」(ミュージック・ビデオ) |      |            | 関和亮          |
| 3. | 「so i」(ミュージック・ビデオ)       |      |            | 柴田大輔        |
| 4. | 「Sun shower」(メイキング・ムービー) |      |            |                 |

## 演奏
- 木村カエラ
  - Vocals
  - Whistle (#4)
- AxSxE
  - Acoustic Guitars, Electric Guitars, Programming (#1)
  - Guitars (#8.11)
- Kovacs：Programming (#1)
- 真世・サミラ・ニューベリー、リサ・エバンス、エミリ・松田、ザック・マッカルム、ジエイ・櫻井：Chorus (#1)
- 高本和英：Guitars (#2)
- chun2：Guitars (#2)
- 戸川琢磨：Bass (#2)
- 中津川吾郎：Drums (#2)
- 小坂裕亮：Keyboards (#2)
- ミト (クラムボン)：All Instruments (#3.9)
- コトリンゴ：Piano (#3)
- 伊藤大地：Drums (#3)
- よしうらけんじ：Percussions (#3)
- 徳澤青弦カルテット：Strings (#3)
- 飛内将大：Programming & All Other Instruments (#4)
- ジム・オルーク：Guitar, Bass & Banjo (#5)
- 石橋英子：Keyboards & Marimba (#5)
- 山本達久
  - Drums (#5.8.11)
  - Vibraphone, Triangle, Shaker (#8)
- ジャミール：All Instruments (#6)
- 今谷忠弘 (ホテルニュートーキョー)：Guitars (#7)
- 中尾憲太郎：Bass (#7)
- 柏倉隆史 (toe / the HIATUS)
  - Drums (#7)
  - Drum Programming, Sound Effects, Grancassa, Snare Drum & Hand Cymbals (#12)
- 中村圭作：Keyboards (#7.12)
- アイン
  - Guitars (#8)
  - Chorus (#11)
- 山本昌史：Bass (#8.11)
- 野村卓史：Keyboards (#8.11)
- 蔦谷好位置：Programming & All Other Instruments (#10)
- 佐々木貴之：Guitar (#10)
- 柳野裕孝：Bass (#10)
- マシータ：Drums (#10)
- 稲田貴貞：Tenor Sax (#11)
- 加藤雄一郎：Alto Sax & Horn Arrangement (#11)
- 柿沢健司：Trumpet, Flute & Horn Arrangement (#11)
- 渡邊忍 (ASPARAGUS)：Programming (#12)

### タイアップ
- テレビ朝日系金曜ナイトドラマ『都市伝説の女』主題歌（M-1）
- キヤノンミラーレスカメラ『EOS M』CMソング（M-5）
- 東海テレビ『スイッチ! (東海テレビ)』主題歌（M-11）
- ディズニー映画『フランケンウィニー』のインスパイアソング（M-12）